# Lefortovo (metrostation Moskou)
Lefortovo (Russisch: Лефортово ) is een station aan de Grote Ringlijn van de Moskouse metro en is genoemd naar de wijk waar het ligt. Het station is gebouwd in het kader van het project Derde overstap contour dat op 28 juni 2011 werd goegekeurd en is op 27 maart 2020 geopend als onderdeel van het deeltraject Nizjegorodskaja – Lefortovo. Zolang de Grote Ringlijn niet is voltooid zal het station geëxploiteerd worden als onderdeel van de Nekrasovskaja-lijn. 

## Chronologie

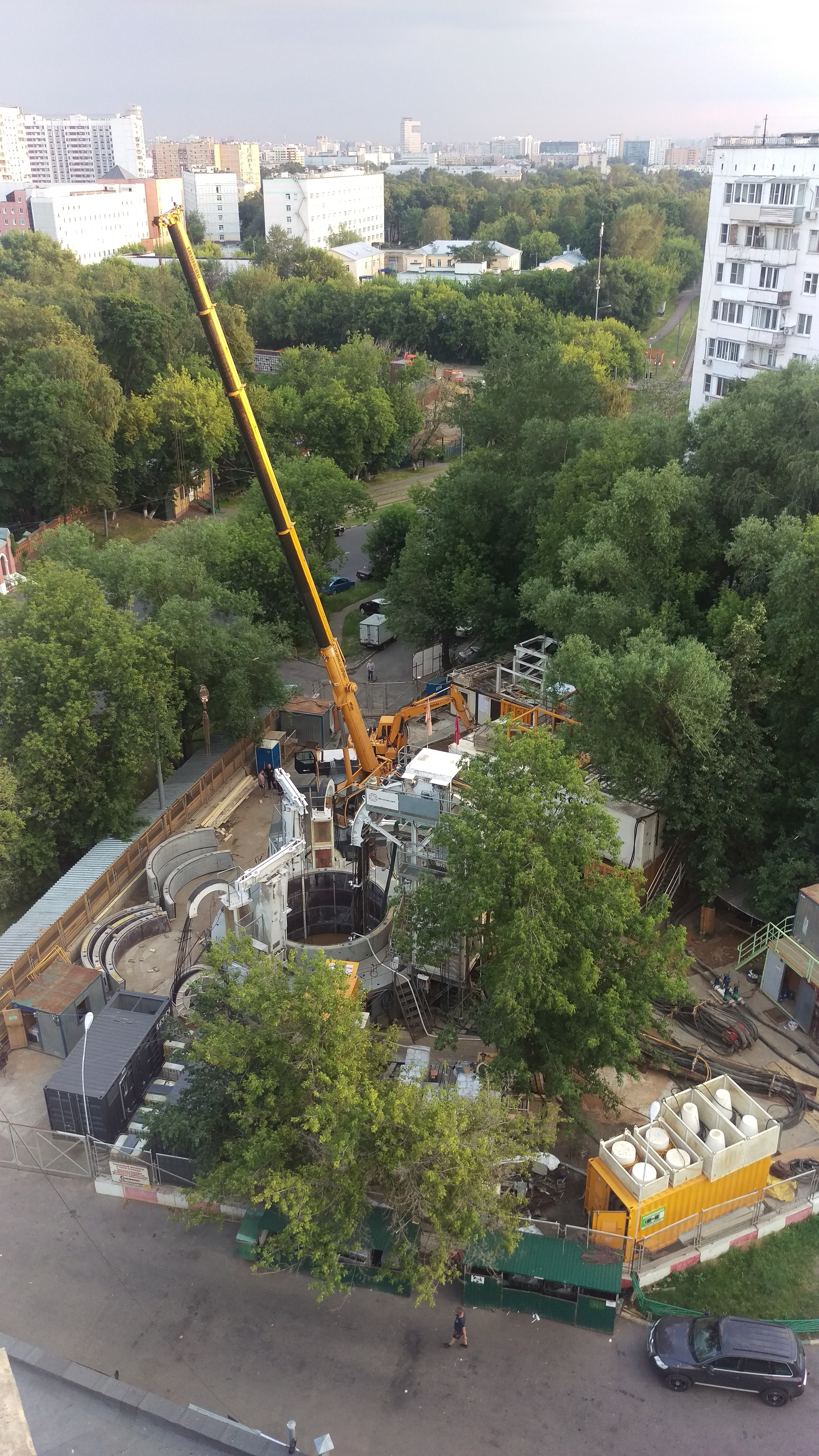
De bouwschacht aan de Gospitalnogo Val straat

- Eind augustus 2016: Tunnelboormachine Anastasia begint vanuit het noorden te boren aan de 1150 meter lange rechter tunnelbuis richting Lefortovo.
- Half oktober 2016 begint tunnelboormachine Almira met de linker tunnelbuis, door hydrologische omstandigheden moet een deel van de grond bevroren worden.
- Half augustus 2017: Anastasia bereikt de locatie van het station en begint de aanleg van de bouwput voor het station.
- Half september 2017: begin van het boren van de linker tunnelbuis naar het ongeveer 1,3 km zuidelijker gelegen Aviamotornaja.
- Half oktober 2017: begin van het boren van de rechter tunnelbuis naar Aviamotornaja.
- December 2017: voltooiing van de bouwput en start van het aanbrengen van de betonnen fundering.
- Begin januari 2018: De fundering is gereed en de bouw van de ruwbouw van het station kan beginnen.
- Eind mei 2018: 30% van de ruwbouw van het station is gereed.
- 31 juli 2018: De rechter tunnelbuis richting Aviamotornaja is gereed
- 8 augustus 2018: De linker tunnelbuis richting Aviamotornaja is gereed.

## Ligging en inrichting
Al in 1938 waren er plannen voor een station op deze locatie in het zuid-oosten van Moskou. Destijds was er sprake van een station aan de Koltsevaja-lijn maar toen in 1943 het tracé werd vastgesteld was Lefortovo geschrapt. In het kader van de Grote Ringlijn komt er alsnog een metrostation in de buurt. Aanvankelijk werd het station geprojecteerd onder de Soldatskajastraat tussen de kruispunten met de eerste Krasnokoersantskipassage en de Kamennoslobodskilaan. Op aandringen van buurtbewoners werd het ontwerp aangepast en het station wordt, volgens een ontwerp van het bureau Mosinzjproject, nu onder het park naast de spoetnik bioscoop gebouwd tussen de Soldatskajastraat en de Nalichnajastraat. Het station krijgt een toegangsgebouw naast de wooncomplexen aan de Nalichnajastraat bij de haltes voor overig openbaar vervoer. De ondergrondse verdeelhal komt aan de noordkant onder het sportterrein, aan de zuidkant van het perron komt eveneens een uitgang die echter alleen als vluchtroute wordt aangelegd. De inrichting is een variant op het standaard station voor dit deel van de lijn. Het plafond lijkt op dat van het eerste metrostation Komsomolskaja en ook de met rood marmer beklede zuilen in het station alsmede de kroonluchters voor de verlichting verwijzen naar de metro geschiedenis. De wanden langs het spoor zijn daarentegen voorzien van moderne wandpanelen.    